# Em Bryant
Emmette „Em” Bryant (ur. 4 listopada 1937 w Chicago) – amerykański koszykarz, występujący na pozycji rozgrywającego, mistrz NBA z 1969, po zakończeniu kariery zawodniczej trener koszykarski oraz działacz sportowy.

## Osiągnięcia
NBA
- Mistrz NBA (1969)[1]
- Lider play-off w skuteczności rzutów wolnych (1967)[2]

Inne
- Zaliczony do Galerii Sław:
  - Sportu:
    - DePaul University
    - Chicagoland Sports Hall of Fame (2010)

  - Rucker Professional Basketball Hall of Fame